# Les souvenirs meurent deux fois
 (août 2024).
Pour plus de détails, voir Fiche technique et Distribution.
Les souvenirs meurent deux fois (Klassezämekunft) est un film policier suisse réalisé par Walter Deuber, Peter Stierlin, sorti en 1988.

## Synopsis
Cinquante ans après avoir terminé sa scolarité dans les années 1930, Senta von Meissen invite huit anciens camarades de classe à une réunion de classe dans son château. Les anciens camarades se souviennent d'un accident qui s'est produit lors du voyage de maturité de l'époque : Teddy, l'un des camarades de classe et ami de l'hôtesse à l'époque, est tombé dans les chutes du Rhin. Tous les invités étaient impliqués dans cette histoire et avaient été filmés. Au cours de la soirée, Senta et sa fille Agnes, qui a été engagée incognito pour servir les invités, se vengent de tous les élèves impliqués à l'époque.

## Fiche technique
- Titre français : Les souvenirs meurent deux fois[1]
- Titre original : Klassezämekunft[2]
- Réalisation : Walter Deuber, Peter Stierlin
- Scénario : Walter Deuber, Peter Stierlin
- Photographie : Edwin Horak
- Musique : Jonas C. Haefeli
- Production : Peter-Christian Fueter (de)
- Studio de production : Condor Films
- Pays de production :  Suisse
- Langue originale : suisse allemand
- Format : Noir et blanc et couleurs - 1,66:1 - Son mono 35 mm
- Genre : film policier
- Durée : 90 minutes
- Dates de sortie :
  - Suisse alémanique : 16 décembre 1988

## Distribution
- Anne-Marie Blanc : Senta von Meissen
- Ursula Andress : Agnes
- Stephanie Glaser : Lisbeth Schneider
- Lukas Ammann : Fritz Erne
- Mathias Gnädinger : Emil Brandenberger
- Inigo Gallo : Peter Engler
- Paul Hubschmid : Rolf Zeller
- Eva Langraf : Emmy Erne
- Hannes Schmidhauser : Albert Ehrensperger
- Ruedi Walter : Jack Lutz
- Peter W. Staub : Heiner Amstutz
- Hans Leutenegger : Chauffeur de taxi